# Doda di Metz
Doda (... – Treviri, ...; fl. VII secolo) fu la moglie di Arnolfo, vescovo di Metz e fondatore della dinastia degli Arnolfingi; fu dunque un'antenata di Carlo Magno. Essa è considerata una santa dalla Chiesa cattolica e ortodossa.

## Biografia
Proveniente dalla nobile famiglia gallo-romana dei Ferreoli e probabilmente figlia di Arnoaldo, vescovo di Metz, sposò Arnolfo e diede alla luce:
- Clodolfo († 697 ), vescovo di Metz dal 657 al 697;
- Ansegiso († av. 679), maggiordomo di palazzo e antenato dei Carolingi.

Nel 614 Arnolfo fu eletto vescovo di Metz e, poiché un vescovo non poteva essere sposato, Doda si ritirò in un convento di Treviri.

## Le fonti
Nella Vita Arnulfi, composta a metà del VII secolo, Doda non è citata, accontentandosi di chiamarla 
Solo nel X secolo Ummo, autore della seconda Vita Arnulfi, la chiama Doda e specifica che si ritirò in un monastero di Treviri dopo l'elezione di suo marito a vescovo di Metz. Nell'XI secolo, la Vita Clodulfi prende questo nome da Doda e specifica che 
di suo marito.

### Studio delle fonti
Molti storici, tra cui Eduard Hlawitschka, hanno respinto le informazioni fornite da Ummo e dalla Vita Clodulfi, ritenendo che queste derivino da una confusione con sant'Oda, la madre di Sant'Annolfo, aggiungendo inoltre che queste informazioni fossero state aggiunte secoli dopo i fatti.
Ma, quando Ummo scrisse la sua Vita, la genealogia di sant'Arnolfo comunemente accettata era conosciuta attraverso la Commemoratio genealogia domni Arnulfi episcopi et confessoris Christi, testo che fece di Arnolfo un figlio di Arnoaldo e che menziona una Doda tra le prozie di Arnolfo. Questo fatto suggerisce che la moglie di Arnolfo fosse una parente stretta. In un momento in cui la Chiesa era molto preoccupata per gli impedimenti al matrimonio per la consanguineità, ciò avrebbe potuto danneggiare la reputazione del santo. Non vi è quindi alcun motivo reale per respingere questo elemento tardivo che non aggiunge nulla alla gloria di sant'Arnolfo e dei Carolingi.
Durante il XIX e il XX secolo, la moderna critica storica ha messo in discussione la Commemoratio. Uno studio critico ha dimostrato che Arnolfo era probabilmente il genero, non il figlio, di Arnoaldo. Doda sarebbe stata invece la figlia di Arnoaldo, che avrebbe preso il proprio nome dalla prozia Doda, e poi lo avrebbe trasmesso a sua volta alla nipote Doda, moglie del re Teodorico III.

## Ascendenza
|                     |   |             | Genitori   |  |  | Nonni |  |  | Bisnonni          |  |  | Trisnonni         |  |
|                     |   |             |            |  |  |       |  |  | Ferreolo di Rodez |  |  | Tonanzio Ferreolo |  |
|                     |   |             |            |  |  |       |  |  | Ferreolo di Rodez |  |  | Tonanzio Ferreolo |  |
|                     |   | Industria   |            |  |  |       |  |  | Ferreolo di Rodez |  |  |                   |  |
| Ansberto (senatore) |   |             |            |  |  |       |  |  | Ferreolo di Rodez |  |  |                   |  |
|                     |   | Dode        | …          |  |  |       |  |  |                   |  |  |                   |  |
|                     |   | Dode        | …          |  |  |       |  |  |                   |  |  |                   |  |
|                     |   | Dode        | …          |  |  |       |  |  |                   |  |  |                   |  |
| Arnoaldo di Metz    |   | Dode        |            |  |  |       |  |  |                   |  |  |                   |  |
|                     |   | Cariberto I | Clotario I |  |  |       |  |  |                   |  |  |                   |  |
|                     |   | Cariberto I | Clotario I |  |  |       |  |  |                   |  |  |                   |  |
|                     |   | Cariberto I | Ingonda    |  |  |       |  |  |                   |  |  |                   |  |
| Blithilde           |   | Cariberto I |            |  |  |       |  |  |                   |  |  |                   |  |
|                     |   | …           | …          |  |  |       |  |  |                   |  |  |                   |  |
|                     |   | …           | …          |  |  |       |  |  |                   |  |  |                   |  |
|                     |   | …           | …          |  |  |       |  |  |                   |  |  |                   |  |
| Doda di Metz        |   | …           |            |  |  |       |  |  |                   |  |  |                   |  |
|                     | … | …           |            |  |  |       |  |  |                   |  |  |                   |  |
|                     | … | …           |            |  |  |       |  |  |                   |  |  |                   |  |
|                     | … | …           |            |  |  |       |  |  |                   |  |  |                   |  |
| …                   | … |             |            |  |  |       |  |  |                   |  |  |                   |  |
|                     |   | …           | …          |  |  |       |  |  |                   |  |  |                   |  |
|                     |   | …           | …          |  |  |       |  |  |                   |  |  |                   |  |
|                     |   | …           | …          |  |  |       |  |  |                   |  |  |                   |  |
| …                   |   | …           |            |  |  |       |  |  |                   |  |  |                   |  |
|                     |   | …           | …          |  |  |       |  |  |                   |  |  |                   |  |
|                     |   | …           | …          |  |  |       |  |  |                   |  |  |                   |  |
|                     |   | …           | …          |  |  |       |  |  |                   |  |  |                   |  |
| …                   |   | …           |            |  |  |       |  |  |                   |  |  |                   |  |
|                     |   | …           | …          |  |  |       |  |  |                   |  |  |                   |  |
|                     |   | …           | …          |  |  |       |  |  |                   |  |  |                   |  |
|                     |   | …           | …          |  |  |       |  |  |                   |  |  |                   |  |
|                     |   | …           |            |  |  |       |  |  |                   |  |  |                   |  |